# Бирги
Бирги — село в Джейрахском районе Ингушетии. Входит в сельское поселение Гули.

## География
Расположено на юге Республики Ингушетия, недалеко от реки Гулойхи в 27 километрах к востоку от Гули, административного центра поселения. Ближайшие населенные пункты: Вовнушке, Кекки.

### Часовой пояс
Село Бирги, как и вся Республика Ингушетия, находится в часовой зоне МСК (московское время). Смещение применяемого времени относительно UTC составляет +3:00.

## Население
| 1926 | 2010 |
| ---- | ---- |
| 5    | ↘0   |

## Инфраструктура
Отсутствует.